# Reinier Heidemann
Reinier Heidemann (Amsterdam, 22 november 1940) is een Nederlands acteur. 
Heidemann studeerde aan het Muzieklyceum en De Theaterschool in Amsterdam, waarna hij toetrad tot de Haagse Comedie. Ook was hij te horen in hoorspelen van de KRO en de NCRV, waaronder Aarde der mensen en Tussen twee vuren. Heidemann vertaalde werken van onder anderen Kurt Tucholsky, Bertolt Brecht, Alec Wilder en Maurice Maeterlinck.

## Filmografie
Een selectie van films en series waarin Heidemann een rol speelde:
- The Little Ark (1972)
- Vrouwenvleugel (1995)
- Goede tijden, slechte tijden (1991-1994)
- De vader van Najib (1993)
- Medisch Centrum West (1991)
- Turks Fruit (1973)

Ook speelde hij diverse bijrollen in series als Goudkust, Het Zonnetje in Huis en Baantjer.